# Corinne Calvet
Corinne Calvet (eigentlich Corinne Dibos; * 30. April 1925 in Paris; † 23. Juni 2001 in Los Angeles) war eine französische Schauspielerin.

## Leben
Calvet begann nach dem Zweiten Weltkrieg als Radiomoderatorin und Theaterschauspielerin in Paris, daneben hatte sie auch kleinere Rollen in französischen Filmen. 
Ende der 40er Jahre wurde sie vom US-amerikanischen Filmstudio Paramount Pictures entdeckt und kam so nach Hollywood. 1949 drehte sie dort unter Regisseur William Dieterle an der Seite von Burt Lancaster ihren ersten Film. Sie spielte in den 50er Jahren in unterschiedlichsten Genre-Filmen, empfand sich allerdings nie richtig besetzt. In den 60er und 70er Jahren spielte sie noch in einigen Fernsehserien und beendete dann ihre Filmkarriere. 
Corinne Calvet war viermal verheiratet (u. a. mit dem amerikanischen Schauspieler John Bromfield) und Mutter eines Sohnes.

## Filmografie (Auswahl)
- 1946: Freibeuter der Liebe (Pétrus)
- 1949: Blutige Diamanten (Rope of Sand)
- 1950: Irma, das unmögliche Mädchen (My Friend Irma Goes West)
- 1950: So ein Pechvogel (When Willie Comes Marching Home)
- 1951: An der Riviera (On the Rivera)
- 1951: Peking-Expreß (Peking Express)
- 1951: Quebec
- 1952: Seemann paß auf (Sailor Beware)
- 1952: What Price Glory
- 1953: Donner in Fern-Ost (Thunder in the East)
- 1953: Flug nach Tanger (Flight to Tangier)
- 1954: Über den Todespaß (The Far Country)
- 1954: Mord auf dem Dachgarten (Bonnes à tuer)
- 1955: Drei Matrosen in Paris (So This Is Paris)
- 1958: Die Killer von Dakota (Plunderers of Painted flats)
- 1960: Zehn Frauen verschwanden in Paris (Bluebeard's Ten Honeymoons)
- 1962: Hemingways Abenteuer eines jungen Mannes (Hemingway's Adventures of a Young Man)
- 1965: Die Apachen (Apache Uprising)
- 1974: Das Phantom von Hollywood (The Phantom of Hollywood)
- 1975: Killing Devil – Die gefährlichste Waffe: Ihr Körper (Samantha Fox)
- 1979: Victor Charlie ruft Lima Sierra (The French Atlantic Affair; Fernseh-Miniserie, 3 Folgen)
- 1980: Hart aber herzlich (Hart to Hart) (Fernsehserie, Folge: Viele Köche vergiften den Brei)
- 1988: Side Roads